# Byakod, Basavana Bagevadi
Byakod là một làng thuộc tehsil Basavana Bagevadi, huyện Bijapur, bang Karnataka, Ấn Độ.